# كاثرين سولا
كاثرين سولا (بالفرنسية: Catherine Sola)‏ هي ممثلة فرنسية، ولدت في 19 يناير 1941 في سان-جان-دي-موريين في فرنسا، وتوفيت في 12 سبتمبر 2014 في بيريغو في فرنسا.

## أعمال

### أفلام
- التانغو الأخير في باريس

## وصلات خارجية
- كاثرين سولا على موقع IMDb (الإنجليزية)
- كاثرين سولا على موقع ألو سيني (الفرنسية)
- كاثرين سولا على موقع أول موفي (الإنجليزية)
- كاثرين سولا على موقع قاعدة بيانات الأفلام السويدية (السويدية)
- كاثرين سولا على موقع قاعدة بيانات الفيلم (الإنجليزية)
- كاثرين سولا على موقع كينوبويسك (الروسية)